# Großhaager Forst
Der Großhaager Forst ist eine Gemarkung im ADBV-Amtsbezirk Mühldorf a.Inn. Das Gebiet nimmt den südwestlichen Teil der Gemeinde Maitenbeth ein. Das eigentliche Waldgebiet Großhaager Forst erstreckt sich westlich noch weiter auf die benachbarten Gemeinden Isen (Landkreis Erding) und Hohenlinden (Landkreis Ebersberg) und schließt – getrennt durch die Kreisstraße EBE 6 – direkt an den Ebersberger Forst an.
Das frühere gemeindefreie Gebiet mit einer Fläche von 1219,35 Hektar wurde zum Stichtag 1. Januar 1978 aufgelöst und als eigene Gemarkung in die Gemeinde Maitenbeth eingegliedert.
Die Gemarkung mit der Nummer 9702 hat eine Fläche von etwa 1218,59 Hektar, davon 1147,94 Hektar oder 94,2 Prozent bewaldet, und liegt vollständig im Gemeindegebiet von Maitenbeth im Landkreis Mühldorf am Inn. Ihre benachbarten Gemarkungen sind Maitenbeth, Innach, Albaching, Sankt Christoph, Hohenlinden und Mittbach. Die Gemarkung bildet die Westspitze des Landkreises Mühldorf a. Inn und wird in West-Ost-Richtung von der Bundesstraße 12 durchquert.
Der Großhaager Forst untersteht dem Forstbetrieb Wasserburg am Inn und umfasst drei Forstdistrikte im Forstrevier Straßmair, die in rund 24 benannte Forstabteilungen gegliedert werden:
| Distrikt Nr. | Distriktname          | Fläche ha | Wald- fläche ha | Anzahl Abteilungen |
| ------------ | --------------------- | --------- | --------------- | ------------------ |
| 72           | Kleinhaager Forst     | 38,6      | 37,4            | 1                  |
| 73           | Großhaager Forst-Süd  | 761,3     | 729,3           | 15                 |
| 74           | Großhaager Forst-Nord | 414,7     | 389,8           | 8                  |
|              | Großhaager Forst      | 1214,6    | 1156,5          | 24                 |

Im Großhaager Forst ist ein Flugsicherungsradar (SRE-M) der DFS Deutsche Flugsicherung installiert.
Das damals gemeindefreie Gebiet Großhaager Forst kam bei der Landkreisreform vom damaligen Landkreis Wasserburg am Inn zum Landkreis Mühldorf am Inn.